# 凱拉洪
凱拉洪是西非國家塞拉利昂的城市，也是凱拉洪區的首府，位於該國東部，毗鄰與畿內亞和利比里亞接壤的邊境，距離首都弗里敦293公里，是可可和咖啡的貿易中心，2009年人口25,210。
8°16′38″N 10°34′26″W / 8.27722°N 10.57389°W